# Società Sportiva Ruco Line Lazio Calcio Femminile 2001-2002
Questa voce raccoglie le informazioni riguardanti la Società Sportiva Ruco Line Lazio Calcio Femminile nelle competizioni ufficiali della stagione 2001-2002.

## Rosa
Rosa aggiornata alla fine della stagione.
| N. |                      | Ruolo | Calciatrice              |
| -- | -------------------- | ----- | ------------------------ |
|    | Italia (bandiera)    | C     | Roberta Antignozzi       |
|    | Italia (bandiera)    | D     | Monica Caprini           |
|    | Italia (bandiera)    | C     | Silvia Casali            |
|    | Italia (bandiera)    | D     | Laura Cascella           |
|    | Italia (bandiera)    | C     | Samanta Ceroni           |
|    | Italia (bandiera)    | A     | Erika Croce              |
|    | Italia (bandiera)    | D     | Daniela Di Bari          |
|    | Italia (bandiera)    | D     | Anna Giorgia Duò         |
|    | Italia (bandiera)    | C     | Adele Frollani           |
|    | Italia (bandiera)    | A     | Cinzia Giampiccolo       |
|    | Italia (bandiera)    | A     | Rita Guarino             |
|    | Finlandia (bandiera) | P     | Virva Katariina Junkkari |

| N. |                   | Ruolo | Calciatrice        |
| -- | ----------------- | ----- | ------------------ |
|    | Italia (bandiera) | C     | Valentina Lanzieri |
|    | Italia (bandiera) | C     | Manuela Lattanzi   |
|    | Italia (bandiera) | P     | Chiara Marchitelli |
|    | Italia (bandiera) | C     | Vania Massimi      |
|    | Italia (bandiera) | C     | Selena Mazzantini  |
|    | Italia (bandiera) | D     | Francesca Muzzi    |
|    | Italia (bandiera) | A     | Patrizia Panico    |
|    | Italia (bandiera) | D     | Maria Sorvillo     |
|    | Italia (bandiera) | D     | Daniela Tavalazzi  |
|    | Italia (bandiera) | D     | Carmen Viscusi     |
|    | Italia (bandiera) | C     | Maria Iole Volpi   |
|    | Italia (bandiera) | C     | Tatiana Zorri      |

## Calciomercato

### Sessione estiva
| Acquisti | Acquisti          | Acquisti          | Acquisti |
| R.       | Nome              | da                | Modalità |
| -------- | ----------------- | ----------------- | -------- |
| D        | Francesca Muzzi   | Autolelli Picenum |          |
| C        | Selena Mazzantini | Autolelli Picenum |          |
| C        | Daniela Tavalazzi | Torres Fo.S.      |          |
| A        | Rita Guarino      | Torres Fo.S.      |          |

| Cessioni | Cessioni | Cessioni | Cessioni |
| R.       | Nome     | a        | Modalità |
| -------- | -------- | -------- | -------- |
|          |          |          |          |

## Risultati

### Serie A

#### Girone di andata
| 15 settembre 2001, ore 15:00 CET 1ª giornata | Piazza 96 | 0 – 4 | Ruco Line Lazio |  |

| Roma 22 settembre 2001, ore 16:00 CEST 2ª giornata | Ruco Line Lazio | 6 – 0 | Agliana |  |

| 17 ottobre 2001, ore 15:00 CET 3ª giornata | Ludos Palermo | 0 – 2 | Ruco Line Lazio |  |

| Roma 24 novembre 2001, ore 14:30 CET 4ª giornata | Ruco Line Lazio | 1 – 1 | Foroni | Stadio Tre Fontane |

| Tavagnacco 20 ottobre 2001, ore 15:30 CET 5ª giornata | Letti Cosatto Tavagnacco | 0 – 3 | Ruco Line Lazio | Stadio comunale |

| Roma 27 ottobre 2001, ore 15:30 CET 6ª giornata | Ruco Line Lazio | 3 – 0 | ACF Milan | Stadio Tre Fontane |

| Sassari 3 novembre 2001, ore 14:30 CET 7ª giornata | Torres Terra Sarda | 0 – 0 referto | Ruco Line Lazio | Stadio Vanni Sanna (ca. 200 spett.)\| Arbitro: \| Spinelli (Bari) \| |
| Arbitro:                                           | Spinelli (Bari)    |               |                 |                                                                      |

| Roma 10 novembre 2001, ore 14:30 CET 8ª giornata | Ruco Line Lazio | 5 – 1 | Torino | Stadio Tre Fontane |

| Monza 1º dicembre 2001, ore 14:30 CET 9ª giornata | Fiammamonza | 1 – 3 | Ruco Line Lazio | Stadio Gino Alfonso Sada |

| Roma 8 dicembre 2001, ore 14:30 CET 10ª giornata                                                                  | Ruco Line Lazio | 8 – 0 referto | Atletico Oristano |  |
| \| \| \| \| \| Panico 2’, 50’ (rig.) Guarino 25’, 66’, 70’ Lattanzi 30’ Zorri 44’ Frollani 85’ \| Marcatori \| \| |                 |               |                   |  |
| |                 |               |                   |  |
| Panico 2’, 50’ (rig.) Guarino 25’, 66’, 70’ Lattanzi 30’ Zorri 44’ Frollani 85’                                   | Marcatori       |               |                   |  |

| Catania 15 dicembre 2001, ore 14:30 CET 11ª giornata | Gravina | 0 – 7 | Ruco Line Lazio |  |

| Roma 5 gennaio 2002, ore 14:30 CET 12ª giornata | Ruco Line Lazio | 13 – 0 | Como 2000 | Stadio Tre Fontane |

| Calmasino, Bardolino 12 gennaio 2001, ore 14:30 CET 13ª giornata | Bardolino | 1 – 2 | Ruco Line Lazio | Stadio comunale Belvedere |

#### Girone di ritorno
| Roma 19 gennaio 2002, ore 14:30 CET 14ª giornata | Ruco Line Lazio | 8 – 0 | Piazza 96 | Stadio Tre Fontane |

| Agliana 26 gennaio 2002, ore 14:30 CET 15ª giornata | Agliana | 1 – 5 | Ruco Line Lazio | Stadio comunale Germano Bellucci |

| Roma 9 febbraio 2002, ore 15:30 CET 16ª giornata | Ruco Line Lazio | 7 – 1 | Ludos Palermo | Stadio Tre Fontane |

| Verona 16 febbraio 2002, ore 15:30 CET 17ª giornata | Foroni | 0 – 0 | Ruco Line Lazio |  |

| Roma 23 febbraio 2002, ore 15:00 CET 18ª giornata | Ruco Line Lazio | 4 – 0 | Letti Cosatto Tavagnacco | Stadio Tre Fontane |

| 2 marzo 2002, ore 15:30 CET 19ª giornata | ACF Milan | 0 – 2 | Ruco Line Lazio |  |

| Arbitro: | Di Mauro (Siracusa) |

|           |           |  |
| Zorri 53’ | Marcatori |  |

| 16 marzo 2002, ore 15:30 CET 21ª giornata | Torino | 0 – 3 | Ruco Line Lazio |  |

| Roma 6 aprile 2002, ore 16:00 CEST 22ª giornata | Ruco Line Lazio | 6 – 1 | Fiammamonza | Stadio Tre Fontane |

| Arbitro: | Branciari (Macerata) |

|  |           |                                                                               |
|  | Marcatori | 10’, 35’ (rig.), 68’ Panico 47’ (aut.) Giglio 60’ Mazzantini 85’ (aut.) Baldo |

| Roma 20 aprile 2002, ore 16:00 CEST 24ª giornata | Ruco Line Lazio | 3 – 0 | Gravina | Stadio Tre Fontane |

| 27 aprile 2002, ore 16:00 CEST 25ª giornata | Como 2000 | 0 – 5 | Ruco Line Lazio |  |

| Roma 4 maggio 2002, ore 16:00 CEST 26ª giornata | Ruco Line Lazio | 3 – 0 | Bardolino | Stadio Tre Fontane |

#### Spareggio scudetto
| Pisa 11 maggio 2002, ore ??:?? CEST          | Ruco Line Lazio      | 2 – 2 (d.t.s.) | Foroni | Stadio Arena Garibaldi-Romeo Anconetani |
| \| \| \| \| \| \| Tiri di rigore 7 – 6 \| \| |                      |                |        |                                         |
|                                              |                      |                |        |                                         |
|                                              | Tiri di rigore 7 – 6 |                |        |                                         |

### Coppa Italia
| 22 dicembre 2001 Terzo turno | Isernia Donna | 1 – 5 | Ruco Line Lazio |  |

| 23 gennaio 2002, ore 14:30 CET Ottavi di finale - Andata | Vigor Senigallia | 0 – 1 | Ruco Line Lazio |  |

| Roma 2 febbraio 2002, ore 15:30 CET Ottavi di finale - Ritorno | Ruco Line Lazio | 3 – 0 | Vigor Senigallia |  |

| Roma 27 febbraio 2002, ore 15:00 CET Quarti di finale - Andata | Ruco Line Lazio | 9 – 1 | Ludos Palermo |  |

| Palermo 18 marzo 2002, ore 15:00 CET Quarti di finale - Ritorno | Ludos Palermo | 1 – 3 | Ruco Line Lazio |  |

| Arbitro: | De Nitto (Brindisi) |

|                      |           |                 |
| Zorri 26’ Panico 49’ | Marcatori | 2’ (rig.) Carta |

| Arbitro: | De Cintio (Bergamo) |

|             |           |                                                   |
| Valenti 44’ | Marcatori | 43’ Lattanzi 45+1’, 60’ Panico 57’ (rig.) Guarino |

| Arbitro: | Rinaldi (Milano) |

|             |           |  |
| Gazzoli 63’ | Marcatori |  |

## Statistiche

### Statistiche di squadra
| Competizione | Punti | In casa | In casa | In casa | In casa | In casa | In casa | In trasferta | In trasferta | In trasferta | In trasferta | In trasferta | In trasferta | Totale | Totale | Totale | Totale | Totale | Totale | DR   |
| Competizione | Punti | G       | V       | N       | P       | Gf      | Gs      | G            | V            | N            | P            | Gf           | Gs           | G      | V      | N      | P      | Gf     | Gs     | DR   |
| ------------ | ----- | ------- | ------- | ------- | ------- | ------- | ------- | ------------ | ------------ | ------------ | ------------ | ------------ | ------------ | ------ | ------ | ------ | ------ | ------ | ------ | ---- |
| Serie A      | 72    | 13      | -       | -       | 0       | -       | -       | 13           | -            | -            | 0            | -            | -            | 26     | 23     | 3      | 0      | 110    | 7      | +103 |
| Coppa Italia | -     | 3       | 3       | 0       | 0       | 14      | 2       | 5            | 4            | 0            | 1            | 13           | 4            | 8      | 7      | 0      | 1      | 27     | 6      | +21  |
| Totale       | -     | 16      | -       | -       | 0       | -       | -       | 18           | -            | -            | 1            | -            | -            | 34     | 30     | 3      | 1      | 137    | 13     | +124 |

### Andamento in campionato
| Giornata  | 1 | 2 | 3 | 4 | 5 | 6 | 7 | 8 | 9 | 10 | 11 | 12 | 13 | 14 | 15 | 16 | 17 | 18 | 19 | 20 | 21 | 22 | 23 | 24 | 25 | 26 |
| --------- | - | - | - | - | - | - | - | - | - | -- | -- | -- | -- | -- | -- | -- | -- | -- | -- | -- | -- | -- | -- | -- | -- | -- |
| Luogo     | C | T | C | T | C | T | C | T | C | T  | C  | T  | C  | T  | C  | T  | C  | T  | C  | T  | C  | T  | C  | T  | C  | T  |
| Risultato | V | V | V | N | V | V | N | V | V | V  | V  | V  | V  | V  | V  | V  | N  | V  | V  | V  | V  | V  | V  | V  | V  | V  |
| Posizione |   |   |   |   |   |   |   |   | 2 | 1  | 1  | 1  | 1  | 1  | 1  | 1  | 1  | 1  | 1  | 1  | 1  | 1  | 1  | 1  | 1  | 1  |

Legenda:

Luogo: C = Casa; T = Trasferta. Risultato: V = Vittoria; N = Pareggio; P = Sconfitta.

### Statistiche delle giocatrici
| Giocatore      | Serie A  | Serie A | Serie A     | Serie A    | Coppa Italia | Coppa Italia | Coppa Italia | Coppa Italia | Totale   | Totale | Totale      | Totale     |
| Giocatore      | Presenze | Reti    | Ammonizioni | Espulsioni | Presenze     | Reti         | Ammonizioni  | Espulsioni   | Presenze | Reti   | Ammonizioni | Espulsioni |
| -------------- | -------- | ------- | ----------- | ---------- | ------------ | ------------ | ------------ | ------------ | -------- | ------ | ----------- | ---------- |
| R. Antignozzi  | 6        | 0       | ?           | ?          | ?            | ?            | ?            | ?            | 6+       | 0+     | ?           | ?          |
| M. Caprini     | 14       | 0       | ?           | ?          | ?            | ?            | ?            | ?            | 14+      | 0+     | ?           | ?          |
| S. Casali      | 8        | 0       | ?           | ?          | ?            | ?            | ?            | ?            | 8+       | 0+     | ?           | ?          |
| L. Cascella    | 4        | 0       | ?           | ?          | ?            | ?            | ?            | ?            | 4+       | 0+     | ?           | ?          |
| S. Ceroni      | 26       | 0       | ?           | ?          | ?            | ?            | ?            | ?            | 26+      | 0+     | ?           | ?          |
| E. Croce       | 5        | 1       | ?           | ?          | ?            | ?            | ?            | ?            | 5+       | 1+     | ?           | ?          |
| D. Di Bari     | 16       | 0       | ?           | ?          | ?            | ?            | ?            | ?            | 16+      | 0+     | ?           | ?          |
| A. G. Duò      | 5        | 0       | ?           | ?          | ?            | ?            | ?            | ?            | 5+       | 0+     | ?           | ?          |
| A. Frollani    | 23       | 10      | ?           | ?          | ?            | ?            | ?            | ?            | 23+      | 10+    | ?           | ?          |
| C. Giampiccolo | 2        | 1       | ?           | ?          | ?            | ?            | ?            | ?            | 2+       | 1+     | ?           | ?          |
| R. Guarino     | 23       | 27      | ?           | ?          | ?            | ?            | ?            | ?            | 23+      | 27+    | ?           | ?          |
| V. Junkkari    | 22       | -?      | ?           | ?          | ?            | ?            | ?            | ?            | 22+      | 0+     | ?           | ?          |
| V. Lanzieri    | 21       | 0       | ?           | ?          | ?            | ?            | ?            | ?            | 21+      | 0+     | ?           | ?          |
| M. Lattanzi    | 19       | 8       | ?           | ?          | ?            | ?            | ?            | ?            | 19+      | 8+     | ?           | ?          |
| C. Marchitelli | 5        | -?      | ?           | ?          | ?            | ?            | ?            | ?            | 5+       | 0+     | ?           | ?          |
| V. Massimi     | 1        | 0       | ?           | ?          | ?            | ?            | ?            | ?            | 1+       | 0+     | ?           | ?          |
| S. Mazzantini  | 23       | 3       | ?           | ?          | ?            | ?            | ?            | ?            | 23+      | 3+     | ?           | ?          |
| F. Muzzi       | 15       | 0       | ?           | ?          | ?            | ?            | ?            | ?            | 15+      | 0+     | ?           | ?          |
| P. Panico      | 26       | 48      | ?           | ?          | 0            | 0            | ?            | ?            | 26       | 48     | ?           | ?          |
| M. Sorvillo    | 15       | 0       | ?           | ?          | ?            | ?            | ?            | ?            | 15+      | 0+     | ?           | ?          |
| D. Tavalazzi   | 24       | 3       | ?           | ?          | ?            | ?            | ?            | ?            | 24+      | 3+     | ?           | ?          |
| C. Viscusi     | 2        | 0       | ?           | ?          | ?            | ?            | ?            | ?            | 2+       | 0+     | ?           | ?          |
| M. I. Volpi    | 18       | 0       | ?           | ?          | ?            | ?            | ?            | ?            | 18+      | 0+     | ?           | ?          |
| T. Zorri       | 24       | 9       | ?           | ?          | ?            | ?            | ?            | ?            | 24+      | 9+     | ?           | ?          |